# Ковалевский, Николай Николаевич (кадет)
Никола́й Никола́евич Ковале́вский (1858, Харьковская губерния — после 1934) — земский деятель, депутат Государственной думы I созыва от Харьковской губернии.

## Биография
Потомственный дворянин Харьковской губернии. Землевладелец Лебединского уезда Харьковской губернии. Окончил Харьковский университет. Губернский земский гласный, участник земского движения, лидер местной либеральной оппозиции. Председатель местного сельскохозяйственного общества. Автор проекта об ассигновании 200 тысяч рублей на развитие народного образования в губернии. Член «Союза освобождения» и «Союза земцев-конституционалистов». Главноуполномоченный земской организации во время русско-японской войны 1904—1905 в Маньчжурии.
26 марта 1906 избран в Государственную думу I созыва от съезда землевладельцев. Входил в Конституционно-демократическую фракцию. Член аграрной и бюджетной комиссии и комиссии по вопросам гражданского равенства. Подписал законопроект «О гражданском равенстве». 6 июня 1906 участвовал в депутации к императору Николаю II в Царском Селе.

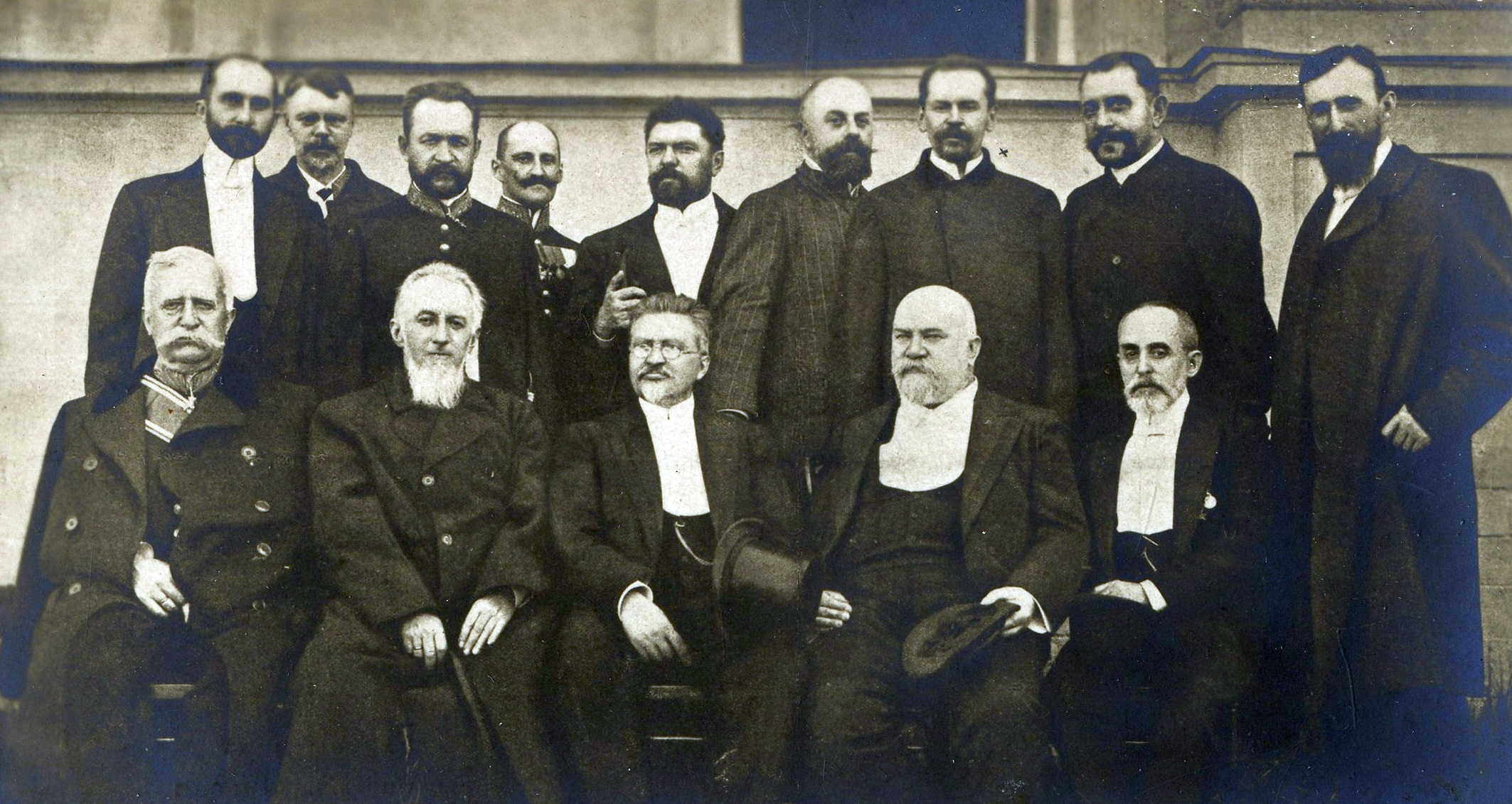
Земские и городские деятели, представившие императору ходатайство о народном представительстве. Петергоф, 6 июня 1905 года. Стоят: Н. Н. Львов, Ф. И. Родичев, Г. Е. Львов, Ф. А. Головин, Н. Н. Ковалевский, П. Д. Долгоруков, С. Н. Трубецкой, Ю. А. Новосильцев, Д. И. Шаховской; сидят: П. Л. Корф, П. А. Гейден, И. И. Петрункевич, М. П. Фёдоров, А. Н. Никитин.

10 июля 1906 года в г. Выборге подписал «Выборгское воззвание» и осужден по ст. 129, ч. 1, п. п. 51 и 3 Уголовного Уложения, приговорен к 3 месяцам тюрьмы и лишен права баллотироваться на любые выборные должности.
Принимал участие в работе кадетской фракции во Второй Государственной Думе. В частности, вместе с О. Я. Пергаментом предложил более пространную, чем у Милюкова, формулировку об отношении кадетов к революционному террору. В 1907—1918 — служил во Всероссийском земском союзе.
3 октября 1917 избран членом Временного совета Российской республики (Предпарламента). Выехал на Украину, в мае 1918 товарищ председателя Делегатского съезда Конституционно-демократической партии на Украине. Член Всероссийского национального центра, входил в комиссию по разработке земельной реформы. В 1917—1918 — председатель Харьковского губернского земского собрания и Харьковской городской думы. По другим сведениям избран председателем городской думы в ноябре 1919, незадолго до оставления Харькова Добровольческой армией.

### В советское время
В 1921—1922 — заведующий совхозом близ Сухума. В 1927—1934 служил в различных учреждениях в Дагестане на должностях плановика и экономиста.
Дальнейшая судьба неизвестна.

### Встреча с В. И. Вернадским в 1934 г.
26 ноября 1934 в Ленинграде встречался с В. И. Вернадским, о чём в дневнике учёного есть подробная запись. Приводим её полностью:

<…> Утром Н. Н. Ковалевский с письмом и брошюрой Дм[итрия] Ивановича Ковалевского; не видел после революции. Старые земские связи. Никак не могу вспомнить, какие ещё былые личные связи? Через С. В. Ковалевскую в связи с заграничными связями молодости? Бывала у нас в Москве. Как всё забывается. Старик 75 лет, бодрый, сейчас в трагичном положении. Служил экономистом в Петровске (Махач-Кала). Внезапно учреждение его раскассировано (в цикле учреждений, раскассированных в связи с падением значения Н. И. Вавилова). Отказали ему в пенсии и теперь он очутился в положении изгоя! Ищет места, боится, что не примут — хотя по паспорту ему 65 лет. Голодная смерть грозит. Перед революцией — он человек богатый — базировался на свободную, независимую от службы жизнь — садоводство в Сухуми и земская работа. Харьковский земец. Хочет в Мурманск, Хибины. Один сын его, слышал, был года два—три назад расстрелян в числе бывших офицеров здесь, в Ленинграде: таких случаев бывало много. Пришли, арестовали и пристрелен скорее (чем) расстрелян.
Н. Н. (Ковалевский) говорит, что из ненавистника большевиков пришел к заключению, что это единств[енная] сила, которая может сохранить Россию. Деревня — крепостное право, забита вся инициатива; население терроризировано. Особенно Украина. Смотрит со страхом на войну. Думает, что будет. Первый натиск Кр[асная] армия выдержит, но когда придется новый набор: крестьянство. Ненадежно и ненависть. Думает, что возможно столкновение, т[ак] к[ак] Япония и Германия знают, что время за нас.

## Семья
- Сын — Владимир Николаевич Ковалевский (1889, Харьков — 1930, Москва); с высшим образованием; в советское время — беспартийный; женат на Любови Александровне Ковалевской (урождённой Миловановой, 1897—1978), у них дочь Александра (1923—2009). Проживал в Москве, Б. Левшинский пер., 19/12—7. Арестован 31 октября 1930 г, на момент ареста «без определённых занятий». Приговорён Коллегией ОГПУ 3 декабря 1930 г. по обвинению в «контр-революционной пропаганде и активной борьбе против рабочего класса». Расстрелян 6 декабря 1930 г. Место захоронения — Москва, Ваганьковское кладбище. Реабилитирован в январе 1989 г. на основании ст. 1 УПВС[7].